# Вознесенский 8-й уланский полк

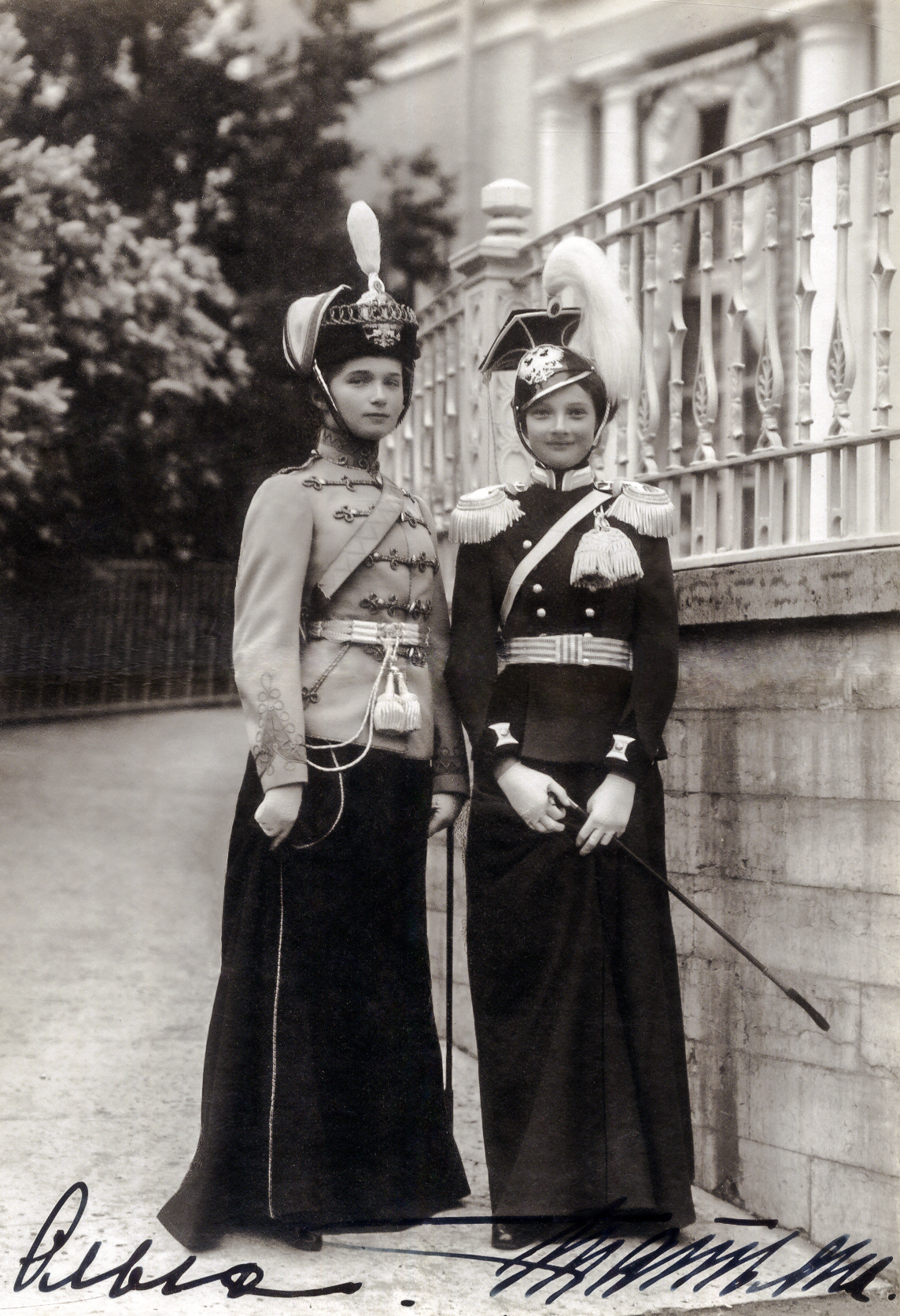
Великие княжны шеф 3-го гусарского Елисаветградского полка Ольга Николаевна и шеф 8-го уланского Вознесенского полка Татьяна Николаевна в мундирных платьях подшефных полков. Петергоф, 5 августа 1913 года

8-й уланский Вознесенский Великой княжны Татьяны Николаевны полк — кавалерийская воинская часть (уланский полк) Русской Императорской армии.
Старшинство: 5 июня 1812 года. Полковой праздник: 30 августа. Дислокация: город Бельцы.

## История полка

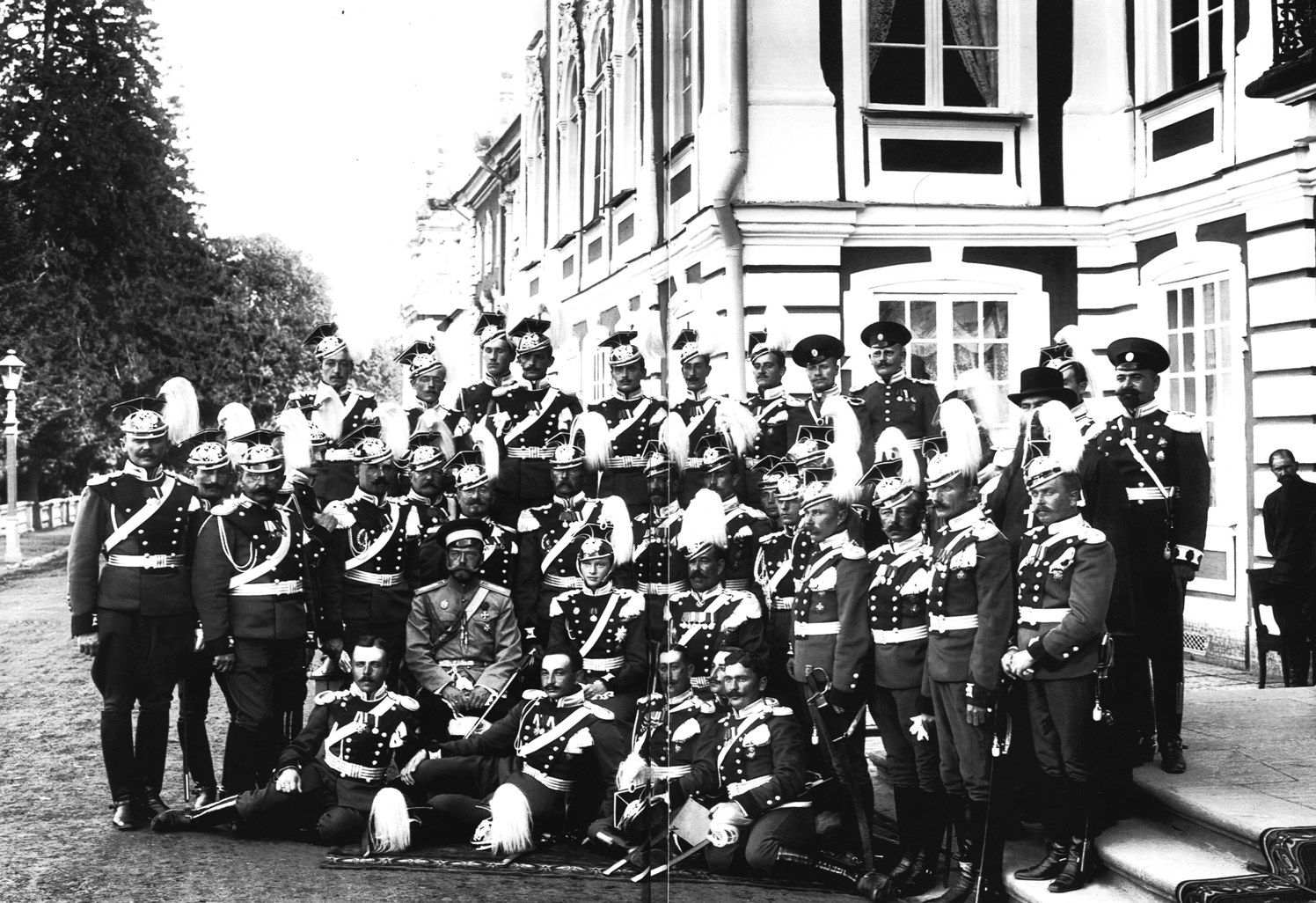
Император Николай II, великая княжна Татьяна Николаевна и офицеры 8-го уланского Вознесенского полка. Петергоф, 5 августа 1913 года

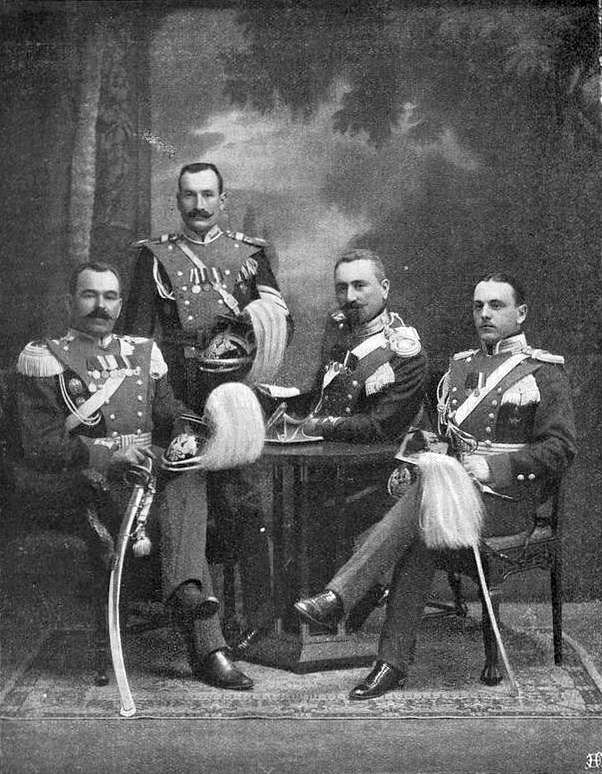
Депутация 8-го уланского Вознесенского полка на Высочайшем приеме у Николая II. Слева направо: командир полка полковник Никулин Иван Андреевич, командир 1-го эскадрона ротмистр Мадчавариани Александр Заалович, полковой адъютант поручик Семенов, стоит вахмистр 1-го эскадрона подпрапорщик Яровой. 12 января 1914 года

- 8 октября 1817 — сформирован как 3-й Бугский уланский полк, из половины 4-го Украинского Уланского полка и Бугских казаков. Вошёл в состав Бугской уланской дивизии. Установлена форменная одежда уланского образца с белым приборным сукном, белым приборным металлом и шапками белого цвета.
- 21 июля 1819 — полку присвоены жёлтое приборное сукно, воротники мундирного сукна и шапки жёлтого цвета.
- 1828 — участвовал в русско-турецкой войне, в переходе через р. Прут и в бою под Жержей.
- 20 декабря 1828 — на гербы шапок и пуговицы присвоен № 19.
- 1829 — участвовал в боях на Морончинских высотах.
- 17 ноября 1829 — на гербы шапок и пуговицы присвоен № 15.
- 25 июня 1830 — переименован в Вознесенский уланский полк.
- 21 марта 1833 — на гербы шапок и пуговицы присвоен № 9. 1-й и 2-й резервные эскадроны переименованы в 7-й и 8-й действующие, а 3-й резервный — в 9-й резервный эскадрон. Установлена рыжая масть лошадей.
- 26 апреля 1835 — на гербы шапок и пуговицы присвоен № 7.
- 23 декабря 1841 — упразднён 9-й резервный эскадрон.
- 1849 — участвовал в Венгерском походе, захвате Токая и сражении при Дебрецене.
- 17 апреля 1856 — на гербы шапок и пуговицы присвоен № 8.
- 26 апреля 1856 — 7-й и 8-й эскадроны переименованы в резервные.
- 3 июля 1856 — расформирован 3-й дивизион, на его место присоединены 1-й и 2-й эскадроны Уланского Его Высочества Принца Александра Гессенского полка (образованного 31 декабря 1851 года слиянием Новомиргородского уланского полка и Борисоглебского уланского полка), с ними переданы отличия полка: штандарт, одиннадцать серебряных труб с надписью «1-го Украинскаго Казачьяго полка, За отличіе въ войнѣ съ Французами въ 1812, 1813 и 1814 годахъ», присвоенные 30.08.1814 г. и знаки на шапки «За отличiе», пожалованные 6.12.1831 г., старшинство 1805 года, шефство. Переименован в Уланский Его Высочества Принца Александра Гессенского полк.
- 1 ноября 1856 — 3-й и 4-й дивизионы упразднены. Штандарты и регалии переданы вновь сформированным 5-му и 6-му резервным эскадронам.
- 19 марта 1857 — Вознесенский уланский Его Высочества Принца Александра Гессенского полк.
- 25 марта 1864 — 8-й уланский Вознесенский Его Высочества Принца Александра Гессенского полк. Включен в состав 4-й кавалерийской дивизии. Знаки на шапки «За отличие», пожалованные 6.12.1831 г. Новомиргородскому уланскому полку и переданные в Вознесенский полк в 1856 году, пожалованы всем эскадронам полка.
- 27 июля 1875 — включен в состав 8-й кавалерийской дивизии.
- 18 августа 1882 — 23-й драгунский Вознесенский Его Высочества Принца Александра Гессенского полк.
- 10 декабря 1884 — отменено старшинство с 1805 года.
- 8 декабря 1888 — 23-й драгунский Вознесенский полк.
- 6 декабря 1907 — 8-й уланский Вознесенский полк.
- 12 января 1911 — 8-й уланский Вознесенский Ея Императорского Высочества Великий Княжны Татьяны Николаевны полк.
- 1914 — в составе VIII армейского корпуса расквартирован в г. Бельцы Одесского военного округа.
- 1914 — участвовал в Первой мировой войне. В составе 7-й армии охранял Черноморское побережье.
- 1917 — 8-й уланский Вознесенский полк.
- 27 декабря 1917 — «впредь до общей реорганизации армии» переименован в Вознесенский уланский украинский полк (Приказ Русским войскам Румынского фронта от 27 декабря 1917 года № 1287).

## Командиры полка
(Командующий в дореволюционной терминологии означал временно исполняющего обязанности начальника или командира).

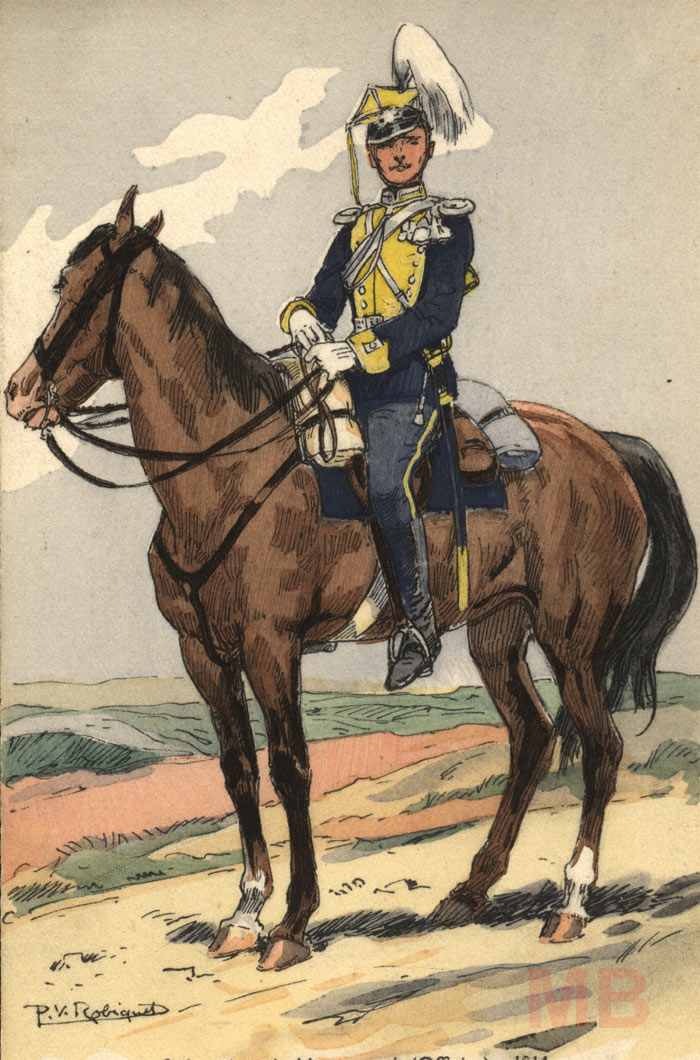
Парадная полковая форма, 1914 год.

- 22.11.1817 — 01.10.1818 — подполковник Миницкий, Даниил Иванович
- 01.10.1818 — 22.11.1829 — подполковник (с 20.08.1828 полковник) Терпелевский, Евгений Осипович
- 22.11.1829 — 06.01.1830 — командующий подполковник (с 06.12.1829 полковник) Вижицкий, Михаил Фадеевич
- 06.01.1830 — 25.12.1837 — подполковник (с 17.11.1835 полковник) Гильяшевич, Иван Мартынович
- 25.12.1837 — 12.03.1845 — полковник (с 08.09.1843 генерал-майор) Тиньков, Фёдор Николаевич
- 12.03.1845 — 30.04.1854 — полковник (с 06.12.1848 генерал-майор) Левенгаген, Пётр Петрович[1]
- 30.04.1854 — 10.12.1856 — полковник Гине, Герман Германович
- 18.12.1856 — 01.09.1860 — полковник барон Имгоф, Антон Густавович
- 01.09.1860 — 28.09.1861 — полковник Медиш, Григорий Максимович
- 28.09.1861 — 14.11.1861[2] — полковник Татищев, Дмитрий Александрович
- 14.11.1861 — хх.хх.1866 — полковник Гудима, Алексей Степанович
- 27.03.1866 — 30.08.1874 — полковник Рорбек, Трофим Людвигович
- 30.08.1874 — 28.11.1877 — полковник Коровиченко, Александр Павлович
- 28.11.1877 — 13.12.1881 — полковник фон Бах, Генрих Николаевич
- 13.12.1881 — 14.08.1883 — полковник Шевич, Степан Дмитриевич
- 14.08.1883 — 12.08.1892 — полковник Де-Витте, Константин Павлович
- 17.09.1892 — 13.01.1900 — полковник Жуков, Леонид Васильевич
- 24.02.1900 — 04.09.1907 — полковник Карташев, Василий Трофимович
- 21.09.1907 — 11.06.1910 — полковник Загорский, Леонид Клементьевич
- 19.06.1910 — 14.08.1910 — полковник Петерс, Владимир Николаевич
- 02.08.1910 — 22.12.1912 — полковник Радецкий, Павел Оттокарович
- 05.01.1913 — 15.05.1915 — полковник Никулин, Иван Андреевич
- 18.05.1915 — 19.05.1917 — полковник Хмыров, Пётр Евгеньевич
- 05.08.1917 — 16.09.1917 — полковник Браеско, Константин Петрович
- 16.09.1917 — 04.03.1918 — полковник Щербаков, Николай Петрович

## Шефы полка
- 03.07.1856 — 08.12.1888 — Его Высочество Принц Александр Гессенский
- 12.01.1911 — март 1917 — Её Императорское Высочество Великая Княжна Татьяна Николаевна.

## Знаки отличия
- 01.01.1832 — Пожалованы штандарты образца 1827 года с желтыми углами и серебряным шитьем.
- 07.04.1834 — 4-му дивизиону пожалован штандарт.
- 25.06.1838 — На древко штандартов установлены скобы с написью:

1812. 4-й Украинскій Казачій полк.
1838. Вознесенскаго Уланскаго полка 1-го дивизиона.
- 3.07.1856 — Передан штандарт Уланского Его Высочества Принца Александра Гессенского полка. На древко штандартов установлены скобы с надписями:

1-го дивизиона:
1805. Житомирскій Драгунскій полкъ и
1812. 1-й Украинскій Казачій полк.
1856. Уланскаго Е. В. Принца Александра Гессенскаго полка 1-го дивизиона.
остальных дивизионов:
1812. 4-й Украинскій Казачій полк.
1856. Уланскаго Е. В. Принца Александра Гессенскаго полка 2-го дивизиона.
- 30.10.1867 — Оставлен один штандарт (1-го дивизиона) с надписью на скобе:

1805. Житомирскій Драгунскій полкъ,
1812. 1-й и 4-й Украинскіе Казачьи полки.
1867. 8-го Уланскаго Вознесенскаго Е. В. Принца Александра Гессенскаго полка.
- 17.04.1878 — Пожалован полковой Георгиевский штандарт образца 1871 года с надписью «За отличіе въ Турецкую войну 1877 и 1878 годовъ». Надпись на скобе:

1805. Житомирскій Драгунскій полкъ,
1812. 1-й и 4-й Украинскіе Казачьи полки.
1878. За отличіе въ Турецкую войну 1877 и 1878 годовъ.
1878. 8-го Уланскаго Вознесенскаго Е. В. Принца Александра Гессенскаго полка.
- 10.12.1884 — Новая скоба с надписью:

1812. 1 и 4 Украинскіе Казачьи полки (съ 1817 г. 3-й Бугскій Уланскій, а съ 1830 г. Вознесенскій)
1878. За отличіе въ Турецкую войну 1877 и 1878 годовъ.
1885. 23-го Драгунскаго Вознесенскаго Е. В. Принца Александра Гессенского полка.
- 05.06.1912 — В честь 100-летнего юбилея пожалован полковой Юбилейный Георгиевский штандарт образца 1900 года с образом Спаса Нерукотворного, с надписями «1812-1912» и «За отличіе въ Турецкую войну 1877 и 1878 годовъ», Александровской юбилейной лентой с надписями:

на банте — «1912 г.»
1-я сторона — «1812 г. 1-й и 4-й Украинскіе Казачьи полки»
2-я и 3-я сторона — « 1878. за отличіе въ Турецкую войну 1877 и 1878 годовъ.»
4-я сторона — « 8-го Уланскаго Вознесенскаго Ея И. В. Великой Княжны TATIАНЫ НИКОЛАЕВНЫ полка».

## Известные люди, служившие в полку
- Александр Баттенберг
- Келлер, Фёдор Артурович — военачальник российской императорской армии, генерал от кавалерии, «первая шашка России».
- Краузе, Эмилий Мартынович — полковник, командир Фельдъегерского корпуса